# Aeroporto de Dortmund
O Aeroporto de Dortmund (em alemão: Flughafen Dortmund) (IATA: DTM, ICAO: EDLW) é um aeroporto localizado na cidade de Dortmund, estado da Renânia do Norte-Vestfália, na Alemanha, o aeroporto é usado para servir a cidade de Dortmund a também por companhias aéreas de baixo custo como uma alternativa ao Aeroporto de Düsseldorf.